# Вертинська Анастасія Олександрівна
Анастасія Олександрівна Вертинська (19 грудня 1944, Москва, СРСР ) — радянська і російська акторка театру та кіно, народна артистка РРФСР (1988), нагороджена орденом Пошани (2005) та орденом Дружби (2010). Творчість Вертинської, яка дебютувала в 1961 році у фільмах «Червоні вітрила» та «Людина-амфібія», отримала згодом високі оцінки фахівців.

## Біографія
Народилася в родині видатного шансоньє Олександра Миколайовича Вертинського, який в 1943 році після довгих років еміграції повернувся з Харбіну в СРСР. Її мати — Лідія Володимирівна Ціргвава, художниця і кіноактриса. росла і виховувалася зі старшою сестрою Маріанною. Маріанна народилася в Шанхаї (в тримісячному віці, як сама жартувала, зробивши «свою першу подорож за кордон»), Анастасія — у Москві, в готелі «Метрополь», де сім'я провела три роки, перш ніж отримала квартиру на вулиці Горького, 14.

## Ролі в театрі

### «Сучасник»
- «Провінційні анекдоти» (О. Вампілов) — Вікторія
- «Майстри» (Р. Стоянов) — Мілкана
- «Мистецтво комедії» (Е. де Філіппо) — Дружина
- «Голий король» (Є. Шварц) — Фрейліна
- «Третє бажання» (В.Блажек) — Модельєрша
- «Більшовики» (М. Шатров) — Дівчина
- «Чайка» (А. Чехов) — Ніна Зарічна (1970)
- «З коханими не розлучайтеся» (О. Володін) — Ірина (1972)
- «Погода на завтра» (М. Шатров) — Працівник вузла зв'язку заводу (1973)
- «Провінційні анекдоти» (О. Вампілов) — Вікторія (1974)
- «Чотири краплі» (В. Розов) — Муза (1974)
- «Дванадцята ніч» (В. Шекспір) — Олівія (1975)
- «Ешелон» (М. Рощин) — Катя (1975)
- «Вишневий сад» (А. Чехов) — Раневська (1976)
- «А вранці вони прокинулися» (В. Шукшин) — Цікава жінка (1977)

### Московський Художній театр
- «Валентин і Валентина» (М. Рощин) — Валентина
- «Чайка» (А. Чехов) — Ніна Зарічна
- «Тартюф» (Ж.-Б. Мольєр) — Ельміра, дружина Оргона; (постановка Анатолія Ефроса, 1981)
- «Живий труп» (Л. Толстой) — Ліза; (постановка Анатолія Ефроса, 1982)
- «Наодинці з усіма» (А. Гельман) — Наташа Голубєва
- «Дядя Ваня» (А. Чехов) — Олена Андріївна
- «Перламутрова Зінаїда» (М. Рощин) — Пат
- «Прекрасна неділя для пікніка» (Т. Вільямс) — Доротея

## Ролі в кіно
1. 1961 — Червоні вітрила — Ассоль (озвучила Ніна Гуляєва)
2. 1961 — Людина-амфібія — Гуттіере
3. 1964 — Гамлет — Офелія
4. 1967 — Анна Кареніна — Кіті Щербацька
5. 1968 — Війна і мир — Ліза Болконська
6. 1969 — Закохані — Таня
7. 1969 — Не журись! — Мері Цинцадзе
8. 1970 — Випадок з Полиніним — Галина Петрівна
9. 1970 — Звичайна історія (телеспектакль) — Тафаєва
10. 1971 — Передчасна людина — Ольга Борисівна
11. 1971 — Тінь — Принцеса
12. 1972 — Людина на своєму місці — Клара Вересова, студент-архітектор
13. 1978 — Безіменна зірка — Мона
14. 1978 — Дванадцята ніч — Олівія
15. 1980 — Овод — Джемма
16. 1982 — Крадіжка — Маргарет Старкуетер
17. 1987 — Дні і роки Миколи Батигін — Пальцева
18. 1988 — Житіє Дон Кіхота і Санчо — Герцогиня
19. 1988 — Нові пригоди янкі при дворі короля Артура — Моргана
20. 1989 — У місті Сочі темні ночі — мати Олени
21. 1991 — Жага пристрасті — Вона
22. 1994 — Майстер і Маргарита — Маргарита
23. 2000 — Бременські музиканти — Атаманша розбійників
24. 2002 — Казус Беллі

### Озвучування
- 1979 — Д'Артаньян і три мушкетери — Констанція Бонасье

### Радіовистави
- 1981 — «Чайка» (А. П. Чехов), режисер Олег Єфремов — Ніна Зарічна